# Sparganothis umbrana
Sparganothis umbrana es una especie de polilla del género Sparganothis, categorizada en la tribu Sparganothini, de la subfamilia Tortricinae.

## Distribución
Se distribuye por América del Norte: Estados Unidos, en el estado de Colorado.

## Taxonomía
Fue descrita por Barnes & Busck en 1920.
Tratamiento taxonómico
La especie aparece registrada y publicada en Contrib. Nat. Hist. Lepid. N. Am 4: 212.